# Pschisch
Der Pschisch (russisch Пшиш) ist ein linker Nebenfluss des Kuban in der Region Stawropol und in der Republik Adygeja im Nord-Kaukasus.
Der Pschisch entsteht am Zusammenfluss seiner beiden Quellflüsse, Bolschoi Pschisch und Maly Pschisch, an der Nordflanke des Großen Kaukasus. Er fließt anfangs in einem engen tiefen Tal durch das Gebirge. Er durchfließt die Stadt Chadyschensk. Bei Verlassen des Berglands verbreitert sich das Flusstal. 
Der Pschisch durchfließt im Unterlauf das Gebiet der Republik Adygeja und mündet am Südufer des Krasnodarer Stausees, der vom Kuban durchflossen wird, in diesen.
Der Pschisch hat eine Länge von 258 km. Er entwässert ein Areal von 1850 km². Der mittlere Abfluss beträgt 25 m³/s. Bei Hochwasser können Abflüsse von 1000 m³/s auftreten.